# Cladocarpus ramuliferus
Cladocarpus ramuliferus är en nässeldjursart som först beskrevs av George James Allman 1874.  Cladocarpus ramuliferus ingår i släktet Cladocarpus och familjen Aglaopheniidae. Inga underarter finns listade i Catalogue of Life.